# Union Hill-Novelty Hill (Washington)
Union Hill-Novelty Hill  est une census-designated place américaine de l'État de Washington dans le comté de King. 
La population était de 18 805 habitants en 2010.